# Departamento Pilagás
Pilagás es un departamento de la provincia de Formosa, Argentina.
Tiene una superficie de 3.041 km² y limita al norte con la república de Paraguay, al este con el departamento de Pilcomayo, al sur con el de Pirané, y al oeste con el departamento de Patiño.

## Toponimia
El departamento lleva el nombre del pueblo indígena originario de la región, cuya presencia está documentada desde el siglo XVII. Más recientemente, al principio del siglo XX, se fundó la Misión Indígena San Francisco Solano de Tacaaglé, —la actual localidad de Misión Tacaaglé es la segunda en importancia del departamento—, con el objetivo de formar a “colonos indígenas”, principalmente tobas y pilagás. Según la interpretación de algunos historiadores, los pilagás mantuvieron una relación no hostil con los militares a cargo de las campañas enmarcadas en la conquista del Chaco argentino.

## Localidades
La mayor parte de la población se agrupa en dos pequeñas ciudades y el resto se distribuye en localidades de carácter rural, algunas de ellas de reciente formación.
| Cabecera (Población 2010) | Ciudades (Población 2010)     | Otras localidades (Población 2010)                                                                      |
| ------------------------- | ----------------------------- | --- |
| El Espinillo (4060 hab.)  | - Misión Tacaaglé (2244 hab.) | - Buena Vista (887 hab.) - Laguna Gallo (261 hab.) - Portón Negro (417 hab.) - Tres Lagunas (1598 hab.) |

## Demografía
El censo nacional de 1947 registró por primera vez la población del departamento Pilagás, —entonces dentro de la jurisdicción del territorio nacional de Formosa—, que ascendía a 4144 habitantes. El siguiente censo nacional se realizó en 1960 y relevó una población de 10 762 habitantes, sin registrarse población urbana. Diez años después, el censo de 1970 registró una población de 13 011 habitantes, en su totalidad de carácter rural. Un núcleo de población urbana se registró por primera vez en 1980 en la localidad de Espinillo, que tenía entonces 2085 habitantes.
Cuenta con 19 116 habitantes (Indec, 2022), lo que representa un incremento promedio anual del 0.33% frente a los 18 399 habitantes (Indec, 2010) del censo anterior. La mediana de edad se estableció en 29 años.
| Gráfica de evolución demográfica de Departamento Pilagás entre 1991 y 2022 |
|                                                                            |
| Fuente: Censos nacionales del INDEC                                        |

## Economía
Con el objetivo de planificar y promover la producción, se establecieron 8 áreas productivas en la provincia de Formosa. El departamento Pilagás pertenece al área productiva Subtropical Norte, caracterizada por un clima subtropical húmedo y sub-húmedo.
La economía se basa en la producción agrícola. Son relevantes los cultivos de pomelos, hortalizas, algodón y maíz.

## Transporte

### Rutas
- Ruta nacional N.º 86
- Ruta provincial N.º 2
- Ruta provincial N.º 3
- Ruta provincial N.º 6

## Ecología

### Cursos de agua
- Río Pilcomayo
- Riacho Porteño
- Riacho He Hé
- Riacho Monte Lindo Chico